# Ladislav Mlčák
Ladislav Mlčák (* 5. ledna 1947 Paršovice) je český politik, počátkem 21. století poslanec Poslanecké sněmovny za KSČM.

## Biografie
V letech 1965-1979 působil jako dělník, později coby mistr. Od roku 1979 pracoval v politickém aparátu Okresního výboru KSČ. Absolvoval Vysokou školu politickou. V roce 1993 se stal předsedou Okresního výboru KSČM v Přerově.
V komunálních volbách roku 1994 a komunálních volbách roku 1998 byl za KSČM zvolen do zastupitelstva města Přerov. V komunálních volbách roku 2002 sem kandidoval neúspěšně, opětovně byl zvolen v komunálních volbách roku 2010. Profesně se k roku 1998 uvádí coby předseda OV KSČM, v roce 2002 jako poslanec a roku 2010 jako OSVČ. V krajských volbách roku 2000 byl zvolen do Zastupitelstva Olomouckého kraje za KSČM.
Ve volbách v roce 2002 byl zvolen do poslanecké sněmovny za KSČM (volební obvod Olomoucký kraj). Byl členem sněmovního ústavněprávního výboru. Poslanecký mandát obhájil ve volbách v roce 2006. Byl místopředsedou výboru pro životní prostředí a členem petičního výboru. Ve sněmovně setrval do voleb v roce 2010.
K roku 2012 se uvádí jako asistent poslance KSČM Josefa Nekla. A zároveň byl předsedou KSČM v Olomouckém kraji. Podílel se za komunisty na vyjednávání o krajské koalici s ČSSD po krajských volbách roku 2012.